# H.J. Whitley
Hobart Johnstone Whitley, född 7 oktober 1847 i Toronto, död 3 juni 1931 i Hollywood I Kalifornien, även känd som H.J. Whitley, var en fastighetsutvecklare som ofta kallas "Hollywoods fader".

## Biografi
H.J. Whitley föddes i Toronto i Kanada, som det sjunde och yngsta barnet till Joseph Whitley och Eleanor Johnstone. Han studerade vid Toronto Business College. Under 1870-talet blev Whitley naturaliserad amerikansk medborgare och flyttade senare till Chicago där han öppnade en hantverksbutik och en konfektyrhandel. I Illinois började han intressera sig för fastigheter efter att han valts in i styrelsen till Chicagos Rock Island Railroad. Våren 1886 gifte sig Whitley med sin andra fru, Margaret Virginia Whitley.
Whitley kom att bli en av landets mest framgångsrika fastighetsutvecklare och stadsplanerare. Under järnvägens expansion västerut grundade han flertalet städer i Oklahomaterritoriet, Dakotaterritoriet, Texas och Kalifornien. Under sin tid i Dakotaterritoriet blev Whitley god vän med blivande presidenten Theodore Roosevelt. Under Oklahomas "land rush" 1889, då stora områden i den norra och västra delen av territoriet för första gången öppnades för markägare och bebyggelse, byggde Whitley den första tegelbyggnaden i området. Han planerade även städer och byggde stenbyggnader i Oklahoma City, Chickasha, Medford och andra samhällen längs järnvägen, varpå många medborgare önskade att han skulle bli Oklahomas första guvernör. Whitley reste därefter till Washington, D.C. där han lyckades övertyga kongressen om att utse staden Guthrie till den blivande delstatens huvudstad. Det uppskattas att han under sin livstid grundade över 120 städer.
Utöver sitt arbete med att anlägga byggnader arbetade Whitley som bankir och innehade höga poster i flera amerikanska storbanker. Han donerade stora mängder pengar samt mark till samhällsändamål, bland annat till skolor, bibliotek, parker och vägar. Efter att byggandet av Los Angeles-akvedukten godkänts startade Whitley en federation för markspekulanter: "Los Angeles Suburban Homes Company".
Under sent 1880-tal anlände Whitley, i egenskap av ordförande för Los Angeles Pacific Boulevard and Development Company, till södra Kalifornien. Harvey Wilcox, en förbudsivrare från Kansas, hade av religiösa skäl försökt att bilda en nykter stadsdel i området kring Los Angeles. Whitley var mycket intresserad av området och började uppföra stora hotell och banker kring de nybyggda gatorna. Denna process lade grunden till det moderna glamorösa Hollywood. Enligt Whitleys dagbok kom han på namnet "Hollywood" vid ett besök under sin smekmånad 1886. Han ska då ha frågat en kinesisk man som släpade en vagn längs platån vad det var han gjorde; han fick svaret "I Holly-Wood" (I'm Hauling Wood, svenska: Jag drar ved). Han valde namnet då han ansåg att Holly representerade England, medan Wood kunde symbolisera hans skotska ursprung.
Whitley avled den 3 juni 1931 på sin Country Club i närheten av Hollywood. Han begravdes på Hollywood Forever Cemetery, med en gravsten med inskriptionen "Hollywoods Fader".